# Subklonowanie
Subklonowanie – przeniesienie fragmentu DNA z jednego wektora do drugiego; subklonowanie wykorzystuje się do szczegółowego zbadania uprzednio sklonowanego krótkiego rejonu, większego fragmentu DNA lub do przeniesienia genu do wektora, który umożliwi jego ekspresję w komórkach danego gatunku.